# Peter Schmidhuber
Peter Schmidhuber   (Múnic, 15 de desembre de 1931 - 26 de desembre de 2020) fou un polític alemany que fou membre de la Comissió Delors entre 1987 i 1995.

## Biografia
Va néixer el 15 de desembre de 1931 a la ciutat de Múnic, població situada a l'estat alemany de Baviera. Va estudiar dret i economia a la Universitat de Múnic, graduant-se l'any 1960. L'any 1961 va entrar a formar part del Departament de Finances del Govern de l'estat de Baviera, càrrec que ocupà fins al 1966, esdevenint posteriorment conseller fins a l'any 1978.

## Activitat política
Membre de la Unió Social Cristiana de Baviera (CSU) des de l'any 1952, el 1960 fou escollit membre del consell municipal de Múnic, càrrec que exercí fins al 1966. En les eleccions generals de 1965 fou escollit diputat al Bundestag, escó que va conservar fins al 1969, i que posteriorment repetí en el període 1972-1978. El 15 d'octubre d'aquell any fou elegit diputat al Parlament de l'Estat de Baviera, escó que va conservar fins al setembre de 1987.
El setembre de 1987 fou nomenat membre de la Comissió Delors I en substitució d'Alois Pfeiffer, rebent de mans d'aquest les carteres d'Assumptes Econòmics i Monetaris i Treball. En la formació l'any 1989 de la Comissió Delors II fou nomenat Comissari Europeu de Programació Financera i Pressupostos, càrrec que compartí amb el britànic Leon Brittan, i repetí de forma individual en la Comissió Delors III l'any 1993.